# David Cluett
David Cluett (ur. 2 sierpnia 1965  – zm. 17 lipca 2005) – piłkarz maltański grający na pozycji bramkarza. W swojej karierze rozegrał 69 meczów w reprezentacji Malty.

## Kariera klubowa
Karierę piłkarską Cluett rozpoczynał w klubie Melita FC. W 1985 roku odszedł do Floriany i wówczas zadebiutował w niej w maltańskiej Premier League. We Florianie występował do końca sezonu 1998/1999. Wraz z Florianą czterokrotnie wywalczył tytuł mistrza Malty w sezonie 1992/1993 i wicemistrzostwo w sezonie 1993/1994. Zdobył też dwa Pucharów Malty (1993, 1994) i jeden Superpucharów Malty (1993).
W 1999 roku Cluett przeszedł do klubu Gozo FC. W 2000 roku ponownie zmienił klub i został zawodnikiem Birkirkary FC. Natomiast w sezonie 2001/2002 ponownie grał we Florianie FC. Po sezonie 2001/2002 zakończył karierę piłkarską.

## Kariera reprezentacyjna
W reprezentacji Malty Cluett zadebiutował 29 marca 1987 roku w zremisowanym 2:2 meczu eliminacji do Euro 88 z Portugalią, rozegranym w Funchal. W swojej karierze grał też w: eliminacjach do MŚ 1990, Euro 92, MŚ 1994, Euro 96 i MŚ 1998. Od 1987 do 1996 roku rozegrał w kadrze narodowej 69 meczów.